# Braque allemand à poil court
Pour les articles homonymes, voir Braque allemand.
Le braque allemand à poil court (Deutsch Kurzhaar), plus simplement braque allemand, est un chien d'arrêt à poil court, originaire d'Allemagne. C'est un chien de chasse du 7e groupe.
La couleur de la robe généralement est soit marron unie, soit truitée.

## Historique
Les ancêtres du braque allemand à poil court seraient des chiens d'arrêt pour la chasse aux filets et pour la chasse au vol du gibier à plumes dans les régions méditerranéennes. Ces chiens atteignent les cours princières allemandes en passant par la France, l'Espagne et les Flandres. Le premier livre des origines, le Zuchtbuch Deutsch-Kurzhaar, est ouvert en 1897 en Allemagne. Le prince Albrecht de Solms-Braun établit le premier standard ainsi que les règles des épreuves de travail.
La race connaît un essor en France après la Seconde Guerre mondiale, le Club français du braque allemand est fondé en 1958. La race est le braque le plus connu en Allemagne et le chien d'arrêt le plus utilisé au monde.

## Standard

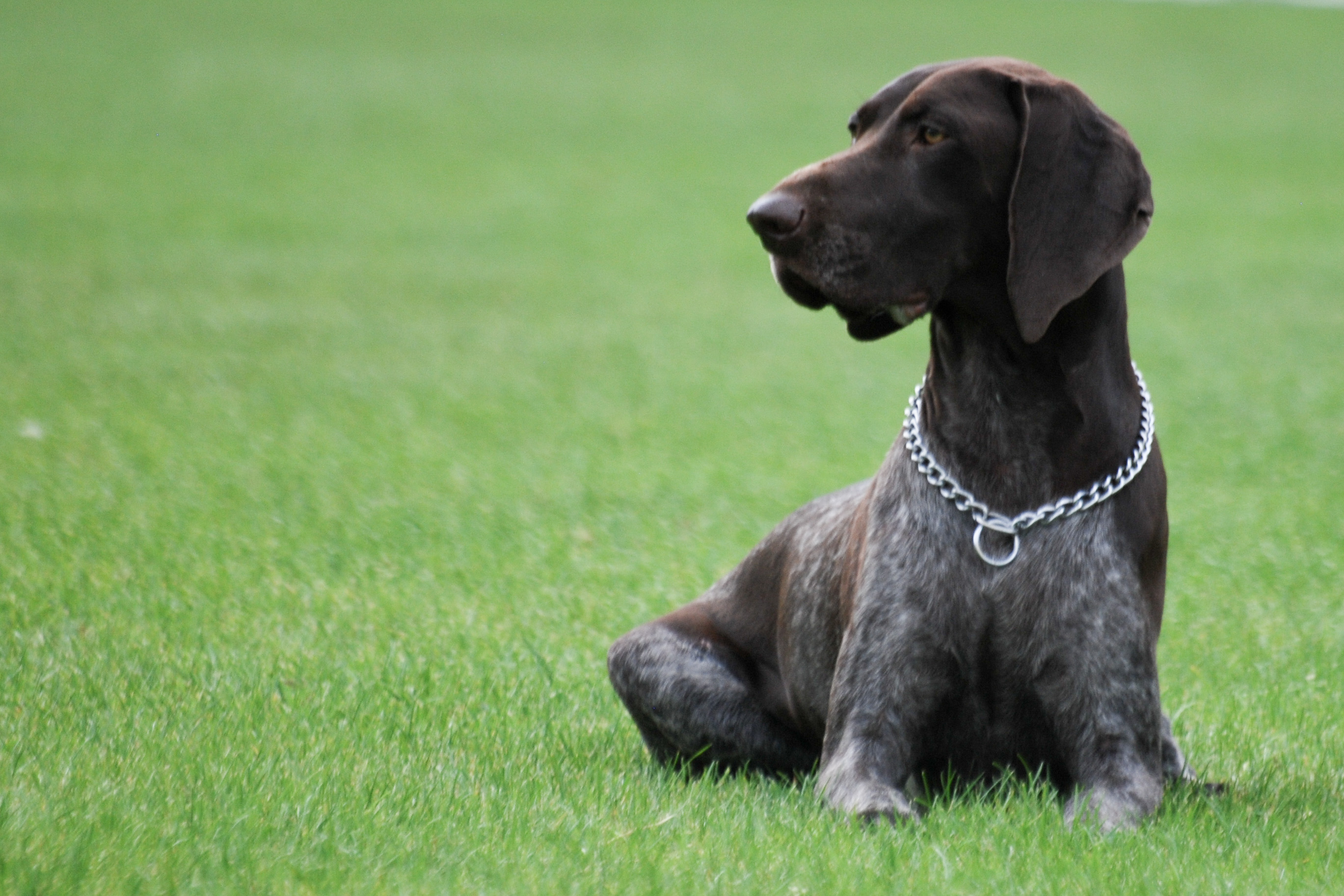
Braque allemand noir truité.

Le braque allemand est un chien bien proportionné, d'allure athlétique, puissant et élégant. La longueur du tronc doit dépasser de peu la hauteur au garrot. La queue est écourtée environ de moitié pour la chasse dans les pays autorisant la caudectomie. Au repos, elle est pendante et est portée à l'horizontale en action. Les yeux sont marron foncé, ni enfoncé dans les orbites, ni protubérant. Son poids est de 28 à 32 kilogrammes (61.5 à 70.5 livres) pour le mâle, et 27 à 31,5 kilogrammes (59.5 à 69.5 livres) pour la femelle. La truffe est marron, sauf pour la robe noire. Les oreilles sont mi-longues, arrondies à l'extrémité et plaquées contre les joues.
Le pelage est serré et brillant, les couleurs admises sont le marron avec ou sans marque, le rouanné marron foncé ou marron clair, le blanc avec marques marron en tête, et plaques ou mouchetures marron, le noir.

## Caractère
Le standard FCI décrit le braque allemand à poil court comme ferme, équilibré, digne de confiance, aux réactions contenues. Il n'est ni nerveux, ni timide, ni agressif.
Le braque allemand à poil court adore jouer avec les enfants, son grand besoin d'exercice fait qu'il tolère difficilement la vie d'appartement, la température et le temps lui importent peu. Il est considéré comme un bon gardien.
Il faut faire attention car la mâchoire du braque allemand est puissante.

## Utilité
Le braque allemand à poil court est un chien de chasse polyvalent, capable de chasser en plaine comme au bois le gros et le petit gibier, de rapporter et de pister le gibier blessé. C'est un chien d'arrêt spécialisé dans le gibier à plumes, au bois comme en plaine.

## Élevage
Le braque allemand peut avoir de 4 à 10 chiots. Leur mère les allaite pendant environ 2 mois. Pendant la mise à bas de la chienne, le nouveau-né naît souvent la tête la première. La gestation dure de 58 à 63 jours et la chienne peut avoir deux portées par an.

## Galerie

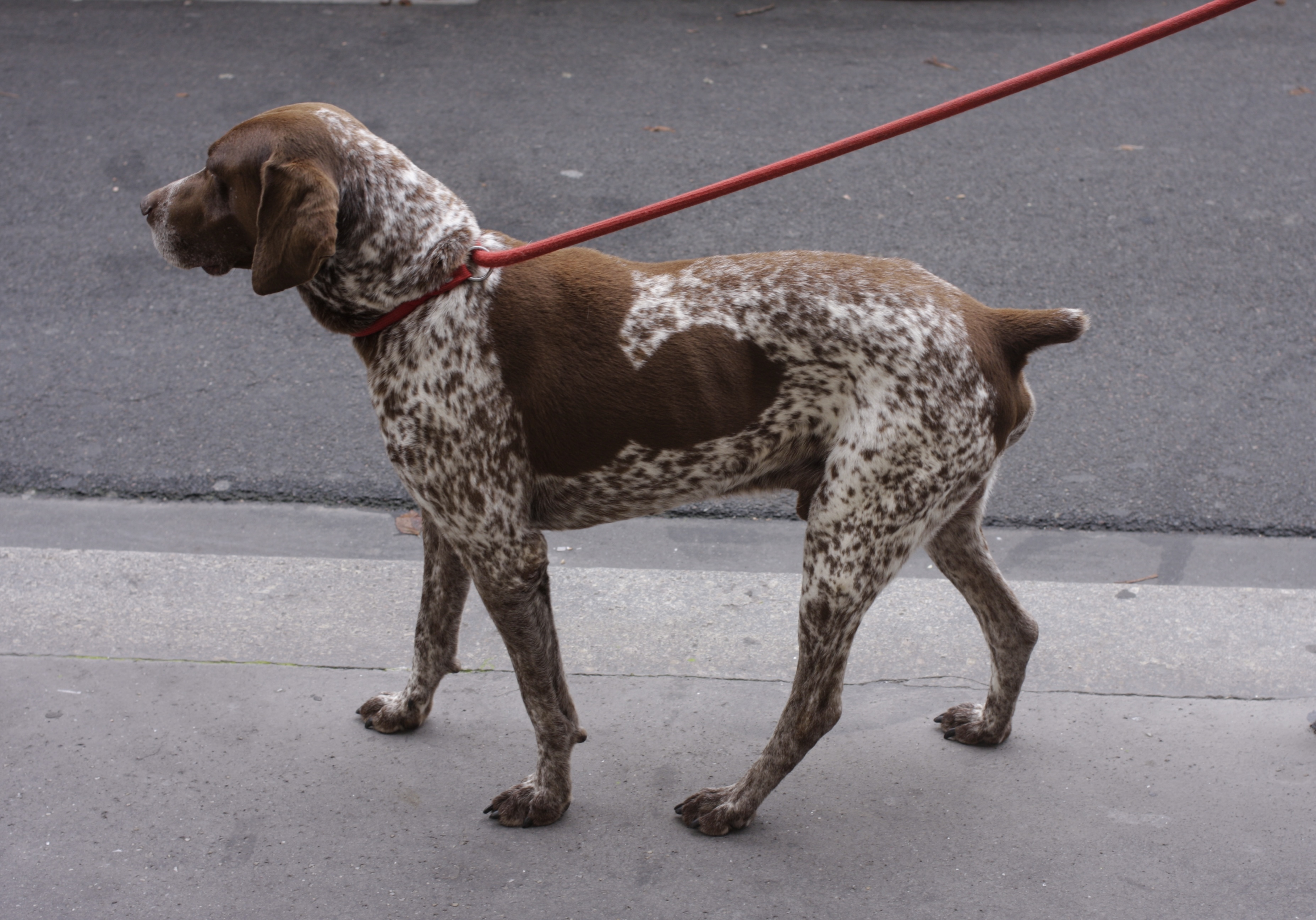
Braque allemand en ville.

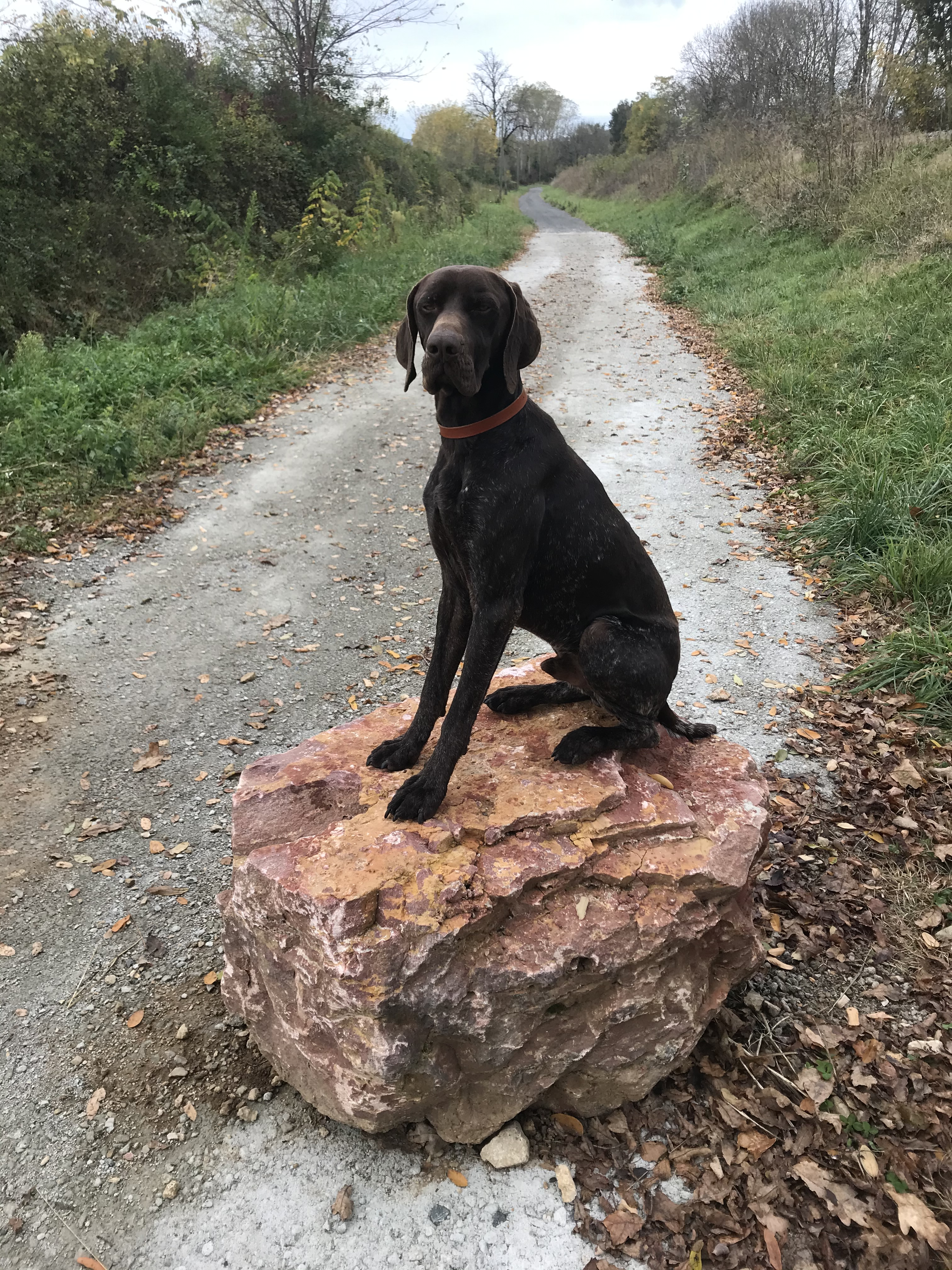
Braque allemand à poil court, marron légèrement truité.

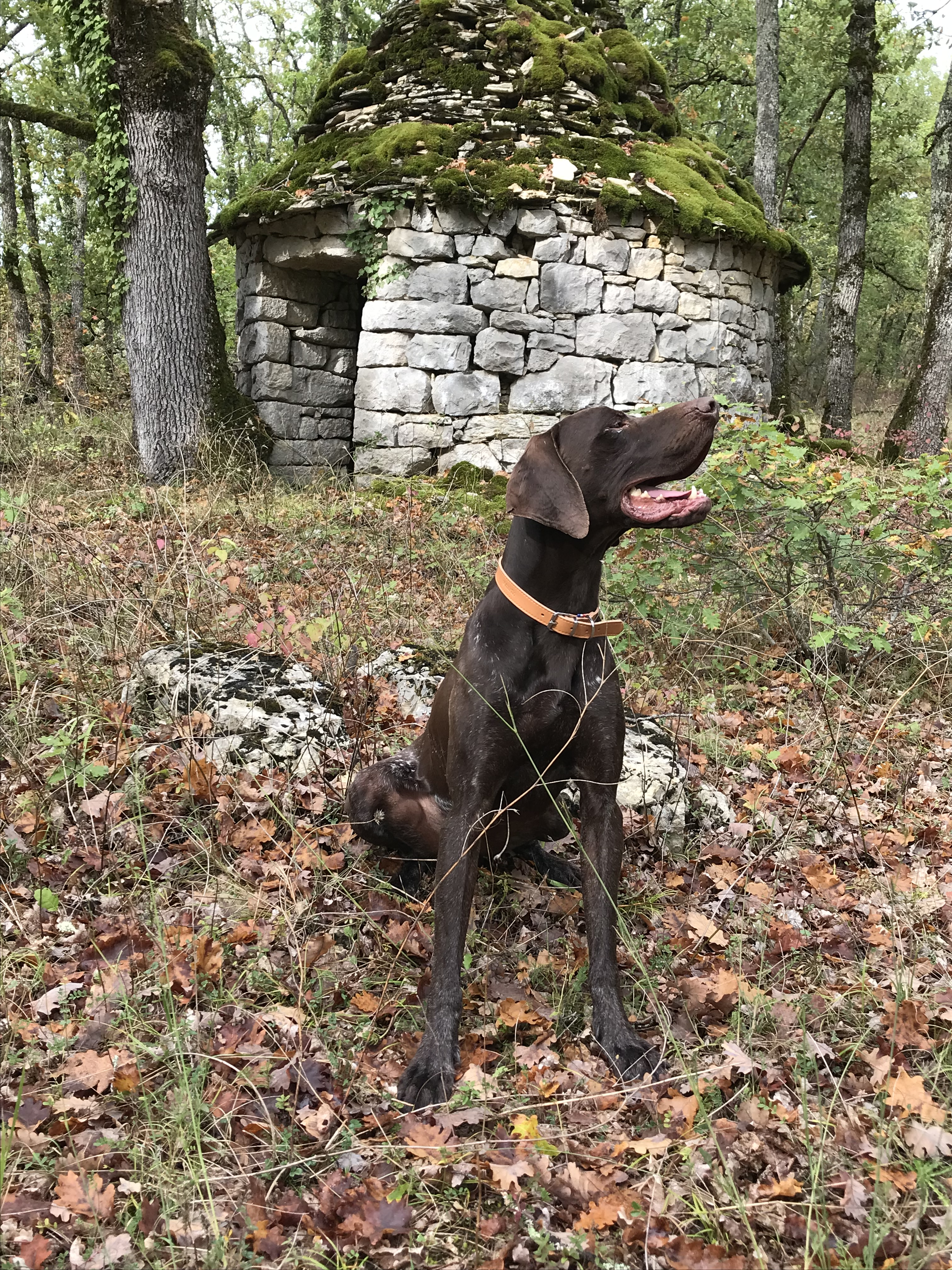
Braque allemand assis devant une caselle.